# Nick Massi
Nicholas E. Macioci, in arte Nick Massi (Newark, 19 settembre 1927 – West Orange, 24 dicembre 2000), è stato un bassista statunitense.
È noto soprattutto per essere stato membro fondatore dei Four Seasons e loro bassista dal 1960 al 1965.

## Carriera
Nato a Newark, nel New Jersey, in una famiglia italo-americana, Nicholas Macioci si avvicinò alla musica da bambino quando cominciò a suonare il violino.
Macioci suonò in alcuni gruppi musicali locali prima di entrare nei The Four Lovers (che si sarebbero poi chiamati The Four Seasons) nel 1958. Frankie Valli indicò Macioci come uno dei suoi esempi più influenti in quei primi anni. Nell'ottobre 1959 Macioci firmò con l'etichetta Brunswick Records come frontman per il gruppo Nite-Lites; registrò con loro un singolo, Tell Me You Care.
Quando Macioci si rimise con Tommy DeVito e Frankie Valli il gruppo, che nel frattempo aveva accolto il tastierista Bob Gaudio, cambiò nome in The Four Seasons. Macioci assunse il nome d'arte Nick Massi. La band nei primi anni ebbe successi come Sherry, Dawn (Go Away) e Rag Doll. Massi fu all'epoca l'autore della maggior parte degli arrangiamenti vocali del gruppo.
Lasciò i Four Seasons nel settembre 1965 e fu sostituito temporaneamente da Charles Calello, a sua volta sostituito definitivamente da Joe Long.
Massi, Tommy DeVito, Frankie Valli e Bob Gaudio, i membri originali dei Four Seasons, sono stati inseriti nella Rock and Roll Hall of Fame nel 1990.
Dopo il suo addio ai Four Seasons, Massi continuò a gestire la Vito-Mass Productions, una società di produzione che si concentrò principalmente su gruppi musicali locali del New Jersey. Insieme con il suo successore Joe Long, Massi partecipò a qualche revival con la band, in particolare per un breve periodo negli anni 1970.
Negli ultimi anni di vita Macioci si era dedicato al mondo della pittura, spesso con influenze religiose legate alla sua fede cristiana.
È morto di tumore al fegato nel 2000, nella sua casa in New Jersey.

## Vita privata
Nel 1949 Macioci sposò Margaret Ann "Margie" Mengel, con la quale ebbe tre figli, Robert "Bobby" Macioci, Nick Macioci Jr. e Patricia "Patti" Massi-Candeliere. Nick e Margie sono rimasti sposati fino alla sua morte. Margie è invece morta nel 2022.
Era un cattolico praticante.